# كيم مين وو
كيم مين وو (بالكورية: 김민우) (و. 1990  م) هو لاعب كرة قدم، من كوريا الجنوبية، ولد في كوريا الجنوبية، شارك في كأس آسيا 2015، وكأس العالم لكرة القدم 2018، يلعب كلاعب وسط.

## التعليم
تعلم في جامعة يونسي.

## روابط خارجية
- كيم مين وو على موقع الاتحاد الدولي (مؤرشف)  (الإنجليزية)
- كيم مين وو على موقع رابطة كرة القدم اليابانية للمحترفين (اليابانية)
- كيم مين وو على موقع دوري كوريا الجنوبية (الإنجليزية)
- كيم مين وو على موقع قاعدة بيانات كرة القدم.إي يو (الإنجليزية)
- كيم مين وو على موقع ناشيونال فوتبول تيمز (الإنجليزية)
- كيم مين وو على موقع Soccerway.com (الإنجليزية)
- كيم مين وو على موقع أوليمبيديا (الإنجليزية)